# 花田清辉
花田清辉（日语：／ Hanada Kiyoteru，1909年3月29日—1974年9月23日），日本文学评论家、小說家、劇作家。生于日本福冈市，1932年毕业于京都大学英文专业。

## 早年
花田清辉在大学期間发表处女作《七》，后来主要从事文学评论工作。1939年参加“文化重建会”，编辑《文化组织》阐发其文学主张。

## 經歷
他用人道主义和自由主义思想指导其文学评论，曾于1950年代后期主张图像、音响和文学相结合之文化，为电影、电视与文学结合在理论上作预测，打下基础。曾组织“夜会”运动，积极倡导先锋派艺术。

## 著作
著有《自明之理》（文化重建会1941年版）、評論集《复兴时期精神》（真善美社1946年版）、小說《鳥獸戲話》(講談社1962年版)、《隨筆三國志》(摩書房1969年版)、《日本的文艺复兴人》（朝日新聞社1974年版）等。

## 家人
著名动画编剧花田十輝為其孫。